# Pardosa guadalajarana
Pardosa guadalajarana är en spindelart som beskrevs av Charles Denton Dondale och James H. Redner 1984. Pardosa guadalajarana ingår i släktet Pardosa och familjen vargspindlar. Inga underarter finns listade i Catalogue of Life.